# ارزش یدی
ارزش یُدی یا مقدار جذب ید یا عدد یدی یا شاخص یُدی (به انگلیسی: ‏iodine value (یا "iodine adsorption value" یا "iodine number" یا "iodine index")) در علم شیمی به مقدار گرم یُد مصرف شده توسط صد گرم از یک ماده شیمیایی گفته می‌شود. عدد یدی معمولاً مقیاسی از تعداد پیوندهای غیراشباع در اسیدهای چرب می‌باشد. پیوندهای غیراشباع در واقع باندهای دوگانه‌ای هستند که با یُد واکنش می‌دهند. عدد یُدی بالاتر نشان دهنده تعداد بیشتر پیوندهای C=C موجود در یک ماده مثل اسید چرب می‌باشد. از جدول زیر می‌توان مشاهده نمود که روغن نارگیل بسیار اشباع شده بوده و مناسب تولید صابون می‌باشد. از طرف دیگر روغن بذرک بسیار غیر اشباع بوده و این خاصیت باعث خشک شوندگی سریع آن می‌شود که مناسب تولید رنگ‌های روغنی خواهد بود.

## جدول عدد یُدی
| چربی یا روغن         | عدد یدی   |
| -------------------- | --------- |
| روغن تانگ (چوب چینی) | ۱۶۳ – ۱۷۳ |
| روغن بزرک            | ۱۳۶ – ۱۷۸ |
| روغن هسته انگور      | ۱۲۴ – ۱۴۴ |
| روغن نخل             | ۴۴ – ۵۱   |
| روغن زیتون           | ۸۰ – ۸۸   |
| روغن نارگیل          | ۷ – ۱۲    |
| روغن هسته پالم       | ۱۶ – ۱۹   |
| کره کاکائو           | ۳۵ – ۴۰   |
| روغن جوجوبا          | ۸۰ ~۸۲    |
| روغن خشخاش           | ۱۳۳ ~۱۳۳  |
| روغن پنبه‌دانه        | ۱۰۰ – ۱۱۷ |
| روغن ذرت             | ۱۰۹ – ۱۳۳ |
| کانولا               | ۱۱۰ – ۱۲۶ |
| کلزا                 | ۹۴ – ۱۲۰  |
| روغن کنجد            | ۱۰۴–۱۲۰   |
| روغن جوانه گندم      | ۱۱۵ – ۱۳۴ |
| روغن آفتابگردان      | ۱۱۸ – ۱۴۴ |
| روغن سویا            | ۱۲۰ – ۱۳۶ |
| روغن بادام زمینی     | ۸۴ – ۱۰۶  |
| روغن سبوس برنج       | ۹۵ – ۱۰۸  |
| روغن گردو            | ۱۲۰ – ۱۵۵ |

## روش‌شناسی
این روش تجزیه و تحلیل نمونه‌ای از ید سنجی می‌باشد. محلول یُد معمولاً به رنگ زرد/قهوه‌ای می‌باشد. با اینحال زمانی که این محلول به محلول مورد مطالعه افزوده می‌شود هر گروه عاملی شمیایی (معمولاً پیوند C=C) که با یُد واکنش دهد با خارج کردن یُد از محلول به‌طور چشمگیری رنگ محلول را کاهش می‌دهد؛ بنابراین مقدار یُد لازم برای اینکه محلول رنگ زرد/قهوه‌ای مشخص خود را حفظ کند می‌تواند به‌طور قابل اعتمادی برای تعیین مقدار گروه‌های حساس به یُد در محلول به کار رود.
واکنش‌های شیمیایی مرتبط با این روش تجزیه شامل تشکیل دی یُدو آلکان‌ها می‌باشد (R و R' نماد آلکیل یا گروه‌های آلی دیگر می‌باشد):
{\displaystyle {\ce {R-CH=CH-R'+I_2->R-CHI-CHI-R'}}}
ماده اولیه آلکن (RCH=CHR') بی‌رنگ و محصول یک ماده آلی یدی (RCHI-CHIR') می‌باشد. زمانی که تمام بندهای دوگانه C=C در ماده اولیه مصرف شدند مولکول یُد در محلول اضافی مانده و محلول زرد/قهوه‌ای می‌شود.

## همچنین ببینید
- شیمی تجزیه
- ارزش اسیدی
- عدد هیدروکسیل